# Neko Case
Neko Case (wymowa: /niːkoʊ ˈkeɪs/), (ur. 8 września 1970 w Alexandrii w stanie Wirginia) – amerykańska piosenkarka country alternatywnego, muzyk, kompozytorka i autorka tekstów.
Jest powszechnie znana ze swojej kariery solowej, oraz jako wokalistka kanadyjskiego zespołu indie rocku z Vancouver, The New Pornographers.
Case nagrywała i odbywała trasy koncertowe przez szereg lat jako Neko Case & Her Boyfriends zanim rozpoczęła karierę pod własnym imieniem i nazwiskiem. Przede wszystkim śpiewa i gra własne kompozycje, ale również przedstawiła interpretacje utworów takich artystów jak Harry Nilsson, Loretta Lynn, Tom Waits, Nick Lowe, Buffy Sainte-Marie, Scott Walker, Randy Newman, Queen, Bob Dylan, Neil Young, czy Hank Williams.

## Rys biograficzny

### Dzieciństwo
Case urodziła się w Alexandrii w stanie Wirginia, jako córka nastoletnich rodziców ukraińskiego pochodzenia. Pierwotne nazwisko rodziny, które podległo zmianie zanim się urodziła, to Szewczenko. Jej rodzina przemieszczała się dużo za jej wczesnej młodości, zanim się osiedlili w Tacoma w stanie Waszyngton, mieście, które uważa za swoje rodzinne. Opuściła dom rodzinny w wieku 15 lat. Jej ojciec był w United States Air Force.

## Dyskografia

### Z zespołem Cub
- Betti-Cola (Kanada: Mint Records, 1993)[4]

### Z zespołem Maow
- I Ruv Me Too (7-calowa EP-ka) (USA: Twist Like This Records, 1995)
- Unforgiving Sounds of Maow (Kanada: Mint Records, 1996)

### Solo
| Rok  | Album                                   | Pozycje na listach | Pozycje na listach | Pozycje na listach | Pozycje na listach | Pozycje na listach | Pozycje na listach |
| Rok  | Album                                   | US Indie           | US Heat            | US                 | US Rock            | CAN Country        | CAN                |
| ---- | --------------------------------------- | ------------------ | ------------------ | ------------------ | ------------------ | ------------------ | ------------------ |
| 1997 | The Virginian (z Her Boyfriends)        |                    |                    |                    |                    |                    |                    |
| 2000 | Furnace Room Lullaby (z Her Boyfriends) |                    |                    |                    |                    | 27                 |                    |
| 2001 | Canadian Amp (EP)                       |                    |                    |                    |                    |                    |                    |
| 2002 | Blacklisted                             | 31                 | 34                 |                    |                    |                    |                    |
| 2004 | The Tigers Have Spoken (live album)     | 19                 | 14                 |                    |                    |                    |                    |
| 2006 | Fox Confessor Brings the Flood          | 4                  |                    | 54                 |                    |                    | 46                 |
| 2007 | Live from Austin, TX (live album)       | 22                 |                    |                    |                    |                    |                    |
| 2009 | Middle Cyclone                          | 1                  |                    | 3                  | 2                  |                    | 5                  |

### Z zespołem The Corn Sisters
- The Other Women (Kanada: Mint Records, 2000)

### Z zespołem The New Pornographers
- Mass Romantic (Kanada: Mint Records; USA i UE: Matador Records, 2000)
- Electric Version (Kanada: Mint Records; USA i UE: Matador Records, 2003)
- Twin Cinema (Kanada: Mint Records; USA i UE: Matador Records, 2005)
- Challengers (Kanada: Last Gang Records; USA i UE: Matador Records, 2007)
- Together (US: Matador Records, 2010)

### Z zespołem The Sadies
- Make Your Bed/Gunspeak/Little Sadie (7-calowa EP-ka) (USA: Bloodshot Records, 1998)
- Car Songs – „My '63” / „Highway 145” (w wykonaniu Whiskeytown) (składana EP-ka) (USA: Bloodshot Records BS 037, 1998)

### Inne kontrybucje
- „Christmas Card from a Hooker in Minneapolis” na albumie New Coat of Paint: The Songs of Tom Waits (Manifesto Records, 2000)
- The Band of Blacky Ranchette – album Still Lookin’ Good to Me (Thrill Jockey Records, 2003)
- Touch My Heart: a Tribute to Johnny Paycheck – utwór „If I’m Gonna Sink (I Might as Well Go to the Bottom)” (SugarHill Recording Studios, 2003)
- Sweetheart 2005: Love Songs – „Buckets of Rain” (Boba Dylana cover) (Live More Musically, 2005)
- „Yon Ferrets Return” (z Carlem Newmanem) – Esopus 10: Good News (CD jako dodatek do magazynu Esopus, wiosna 2008)[5]
- „Santa Left a Booger In My Stocking” (z Meatwad) – Have Yourself A Meaty Little Christmas (Williams Street Records, 2009)
- Jakob Dylan – Women and Country (Sony Music Entertainment, 2010)
- Sarah Harmer – album Oh Little Fire (2010)
- Peter Wolf – „The Green Fields of Summer”, (2010)
- Francis Healy – „Sing Me To Sleep”, (2010)
- Andrew Bird – „Fiery Crash”
- The Dodos – utwory „Going Under”, „Good”, „Sleep” „Don’t Try and Hide It”, oraz „Companions”
- film kanadyjski pt. I Want a Dog – wszystkie utwory w wykonaniu Neko Case
- Journey to the End of the Night (album The Mekons) – chórki w wykonaniu Neko Case
- „She’s Not There” – cover zespołu The Zombies z Nickiem Cave ukazujący się w epizodzie serialu Czysta krew[6]. (2011)